# Adam Webster
Adam Harry Webster (ur. 4 stycznia 1995 w West Wittering) – angielski piłkarz występujący na pozycji obrońcy w angielskim klubie Brighton & Hove Albion. Wychowanek Portsmouth, w trakcie swojej kariery grał także w takich zespołach, jak Aldershot Town, Ipswich Town oraz Bristol City. Młodzieżowy reprezentant Anglii.